# كنيسة سيدة الجزيرة العربية الصغرى
كنيسة سيدة الجزيرة العربية الصغرى، المعروفة سابقًا باسم رعية سيدة الجزيرة العربية، هي كنيسة كاثوليكية رومانية تقع في الأحمدي، الكويت. تتميز بكونها أول كنيسة كاثوليكية تأسست في الكويت، وتُعتبر على نطاق واسع "الكنيسة الأم" للنيابة الرسولية في شمال شبه الجزيرة العربية. كانت أول كنيسة في شبه الجزيرة العربية تحصل على لقب كنيسة كاثوليكية رومانية، وهو لقب منحه إياه البابا لاون الرابع عشر في يوليو 2025.

## تاريخ
كان الموقع الذي تقع عليه الكنيسة اليوم عبارة عن كوخ نيسن يضم محطة طاقة، ووحول إلى كنيسة مؤقتة وتمت مباركته في 8 ديسمبر 1948. سعى المونسنيور تيوفانو أوبالدو ستيل ، رهبنة الكرمليين الحفاة، إلى بناء كنيسة دائمة للمجتمع الكاثوليكي المتنامي وبمساعدة شركة نفط الكويت، ومنح الإذن لبناء كنيسة حجرية جديدة في وسط الأحمدي.
أخذ حجر الأساس للكنيسة، الذي وضع في 8 سبتمبر 1955، من أنقاض كنيسة الصعود التي تعود إلى العصور الوسطى في آيلسفورد، كينت، والمرتبطة بالرهبنة الكرملية والتي باركها البابا بيوس الثاني عشر في عام 1952.
افتتحت الكنيسة في 1 أبريل 1956 وكرست للسيدة العذراء مريم تحت عنوان سيدة الجزيرة العربية، إلى جانب القديس إيليا النبي والقديسة تيريز الطفل يسوع.